# Irische Cricket-Nationalmannschaft in den Vereinigten Arabischen Emiraten in der Saison 2021/22
Die Tour der irischen Cricket-Nationalmannschaft in die Vereinigten Arabischen Emirate in der Saison 2021/22 fand vom 7. bis zum 10. Oktober 2021 statt. Die internationale Cricket-Tour ist Bestandteil der Internationalen Cricket-Saison 2021/22 und umfasste drei Twenty20s.

## Vorgeschichte
Für beide Mannschaften war es die erste Tour der Saison und diente als Vorbereitung auf den anschließend stattfindenden ICC T20 World Cup 2021. Das letzte Aufeinandertreffen der beiden Mannschaften bei einer Tour fand in der Saison 2020/21 in den vereinigten Arabischen Emiraten statt.

## Stadien
Die folgenden Stadien wurden für die Tour als Austragungsort vorgesehen.
| Stadion            | Stadt | Kapazität | Spiele      |
| ------------------ | ----- | --------- | ----------- |
| ICC Academy Ground | Dubai | 7.000     | 1. – 3. T20 |

## Kaderlisten
Beide Mannschaften benannten kurz vor der Tour ihre Kader.
| Twenty20 | Twenty20 |
| Ver. Arab. Emirate | Irland |
| --- | --- |
| - Ahmed Raza (K) - Sultan Ahmed - Vriitya Aravind (wk) - Mohammad Boota - Kashif Daud - Basil Hameed - Zahoor Khan - Palaniapan Meiyappan - Rohan Mustafa - Akif Raja - Chundangapoyil Rizwan - Alishan Sharafu - Sanchit Sharma - Chirag Suri - Muhammad Usman - Muhammad Waseem | - Andrew Balbirnie (K) - Mark Adair - Curtis Campher - Gareth Delany - George Dockrell - Shane Getkate - Graham Kennedy - Josh Little - Andy McBrine - Barry McCarthy - Kevin O’Brien - Neil Rock (wk) - Simi Singh - Paul Stirling - Harry Tector - Lorcan Tucker (wk) - Ben White - Craig Young |

## Twenty20 Internationals

### Erstes Twenty20 in Dubai
| 7. Oktober Scorecard | Dubai | Ver. Arab. Emirate 123-7 (20) | – | Irland 124-3 (18.5) |
|                      |       | Irland gewinnt mit 7 Wickets  |   |                     |

Vereinigte Arabische Emirate gewann den Münzwurf und entschied sich als Schlagmannschaft zu beginnen. Als Spieler des Spiels wurde Curtis Campher ausgezeichnet.

### Zweites Twenty20 in Dubai
| 9. Oktober Scorecard | Dubai | Ver. Arab. Emirate 163-4 (20)                    | – | Irland 109 (18.4) |
|                      |       | Vereinigte Arabische Emirate gewinnt mit 54 Runs |   |                   |

Irland gewann den Münzwurf und entschied sich als Feldmannschaft zu beginnen. Als Spieler des Spiels wurde Palaniapan Meiyappan ausgezeichnet.

### Drittes Twenty20 in Dubai
| 10. Oktober Scorecard | Dubai | Ver. Arab. Emirate 134-5 (20)                      | – | Irland 139-3 (16.1) |
|                       |       | Vereinigte Arabische Emirate gewinnt mit 7 Wickets |   |                     |

Vereinigte Arabische Emirate gewann den Münzwurf und entschied sich als Feldmannschaft zu beginnen. Als Spieler des Spiels wurde Muhammad Waseem ausgezeichnet.

## Auszeichnungen

### Player of the Match
Als Player of the Match wurden die folgenden Spieler ausgezeichnet.
| Spiel       | Player of the Match  |
| ----------- | -------------------- |
| 1. Twenty20 | Curtis Campher       |
| 2. Twenty20 | Palaniapan Meiyappan |
| 3. Twenty20 | Muhammad Waseem      |